# Beleg van Constantinopel (821-823)

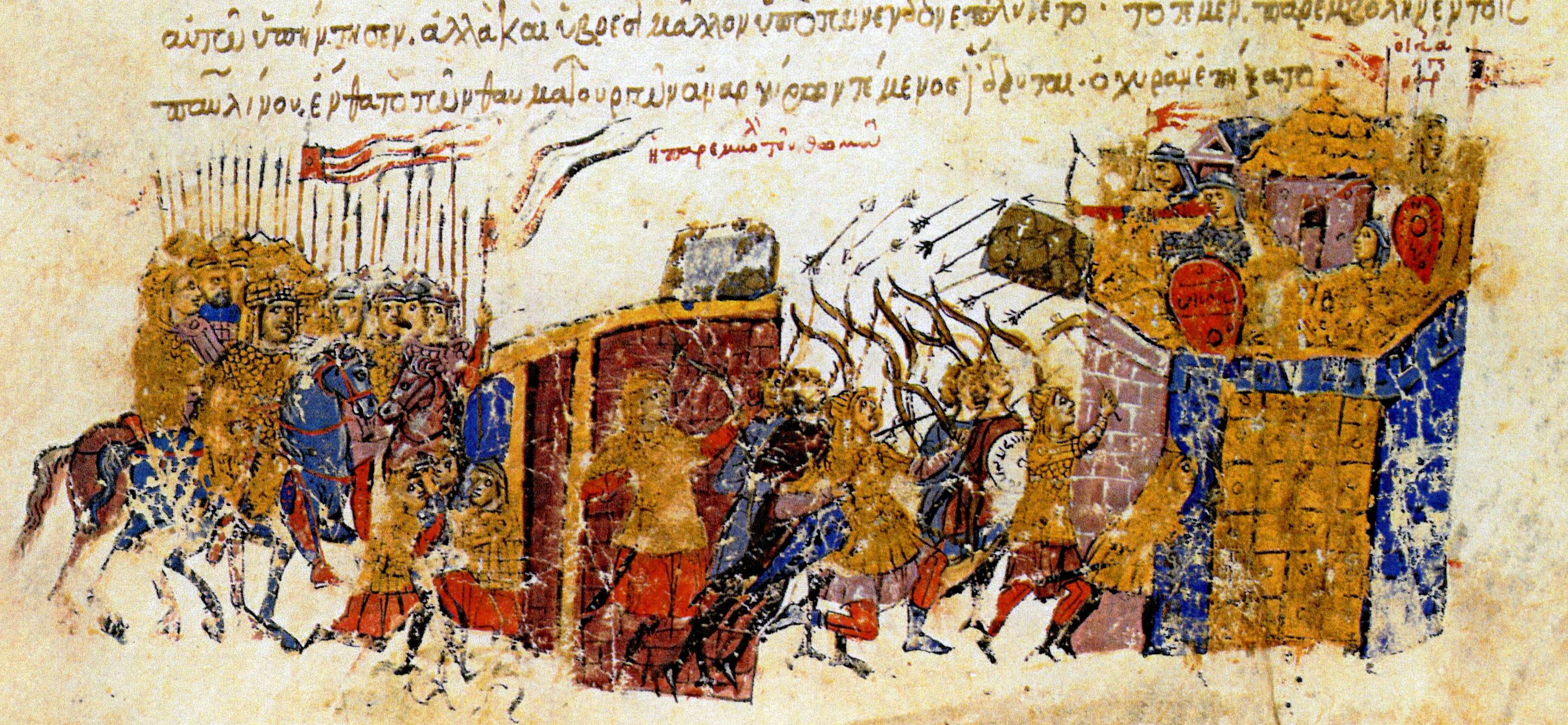
Thomas en zijn leger bestormen Constantinopel. Miniatuur uit de Madrid Skylitzes.

Het Beleg van Constantinopel in 821-823 door de Byzantijnse generaal Thomas de Slaviër was het gevolg van de rivaliteit tussen Thomas en de nieuwe keizer Michaël II.
Met de steun van kalief Al-Ma'moen, viel Thomas de Slaviër het Byzantijnse Rijk binnen, in de lente van 821 en in enkele maanden tijd bleven slechts twee regio's in Klein-Azië trouw aan Michaël II. In december 821 belegerde hij Constantinopel.
Thomas de Slaviër slaagde er niet in een bres te slagen in de stadsmuren, en moest zicht terugtrekken omwille van het weer en een aanval van het Bulgaarse leven (de Bulgaarse khan Omoertag had een dertigjarige vrede gesloten met Byzantium).
Hij verloor de uiteindelijke confrontatie met Michaël II in diens laatste bastion Andrinopel.
Thomas de Slaviër stierf aan folteringen in oktober 823.

## Referentie
- Dit artikel of een eerdere versie ervan is een (gedeeltelijke) vertaling van het artikel Siège de Constantinople (821-823) op de Franstalige Wikipedia, dat onder de licentie Creative Commons Naamsvermelding/Gelijk delen valt. Zie de bewerkingsgeschiedenis aldaar.